# Sex and the City (livro)
Sex and the City é uma coleção de ensaios de Candace Bushnell baseada nos estilos de vida dela e de seus amigos. Foi publicado pela primeira vez em 1997, e reeditado em 2001, 2006 e em 2008 como uma edição do 10º aniversário do filme. O livro é uma antologia de colunas que Bushnell começou a escrever em 1994 para o The New York Observer. O livro foi vagamente adaptado em uma longa série de televisão da HBO também chamada Sex and the City (1998-2004), que por sua vez gerou um filme de 2008 com o mesmo nome e uma sequência de 2010 escrita sob a versão fictícia de si mesma, Carrie Bradshaw.

## Pré-sequência
O par de romances de Bushnell, The Carrie Diaries (2010) e Summer and the City (2011), foram adaptados para uma série de TV de 2013-2014 na rede The CW.

## Séries de filmes
| Função               | Filmes                                                           | Filmes                                                           |
| Função               | Sex and the City (2008)                                          | Sex and the City 2 (2010)                                        |
| -------------------- | ---------------------------------------------------------------- | ---------------------------------------------------------------- |
| Diretor              | Michael Patrick King                                             | Michael Patrick King                                             |
| Produtor(es)         | Michael Patrick King John Melfi Sarah Jessica Parker Darren Star | Michael Patrick King John Melfi Sarah Jessica Parker Darren Star |
| Escritor(es)         | Michael Patrick King                                             | Michael Patrick King (roteiro); Darren Star (história)           |
| Compositor(es)       | Aaron Zigman                                                     | Aaron Zigman                                                     |
| Cinematografia       | John Thomas                                                      | John Thomas                                                      |
| Editor(es)           | Michael Berenbaum                                                | Michael Berenbaum                                                |
| Empresas de produção | HBO Films                                                        | HBO FilmsVillage Roadshow Pictures                               |
| Distribuidor         | New Line Cinema                                                  | New Line Cinema                                                  |
| Lançamento           | 30 de maio de 2008                                               | 27 de maio de 2010                                               |
| Duração              | 145 minutos[carece de fontes?]                                   | 146 minutos[carece de fontes?]                                   |